# Karel Kosík
Karel Kosík, född 26 juni 1926 i Prag, död där 21 februari 2003, var en tjeckisk marxistisk filosof och litteraturteoretiker.

## Biografi
Kosík var motståndsman under andra världskriget och fängslades 1945 i koncentrationslägret Theresienstadt. Efter kriget studerade han filosofi och sociologi vid Karlsuniversitetet i Prag 1945–1947, och studerade sedan vidare vid Leningrads universitet och Moskvauniversitetet 1947–1950.
I sitt mest kända filosofiska verk, Det konkretas dialektik (1963, svensk översättning 1979), framlägger Kosík en syntes av Martin Heideggers version av fenomenologi och den unge Karl Marx teorier; efter att ha börjat sin intellektuella bana som ortodox marxist började han nu alltmer förknippas med marxismens humanistiska inriktning. År 1968 utnämndes Kosík till professor i filosofi vid Karlsuniversitetet och 1968–1969 satt han i centralkommittén i Tjeckoslovakiens kommunistiska parti. 
Under den så kallade "normaliseringen" som följde efter Pragvåren 1968 uteslöts Kosík ur partiet 1970 och tilläts ej längre att föreläsa vid universitetet. Han kom dock att fortsätta ge privatundervisning, och var förknippad med den så kallade praxisskolan i Jugoslavien. Efter 1990 återvände Kosík till det offentliga livet, och föreläste vid Karlsuniversitetet fram till 1992. Hans senare essäer kan sägas utgöra en skarp kritik av det moderna kapitalistiska samhället ur en vänsterinriktad samhällssyn.